# Forgotten Silver
Pour plus de détails, voir Fiche technique et Distribution.
Forgotten Silver (litt. « Pellicule oubliée ») est un film néo-zélandais de type faux documentaire réalisé par Peter Jackson et Costa Botes, diffusé en 1995. Ce film fut présenté à l'origine à la télévision néo-zélandaise comme un véritable documentaire historique racontant la découverte d'un réalisateur pionnier totalement oublié.

## Synopsis
Peter Jackson apparaît au tout début du documentaire et raconte comment il a découvert dans une remise au fond du jardin d'un membre de sa famille des dizaines de vieilles bobines de films 35 mm. Il les fait analyser et là, constate qu'il s'agit de l'œuvre perdue d'un cinéaste complètement oublié : Colin McKenzie, un néo-zélandais, né en 1888, qui semble avoir été un précurseur dans la technique cinématographique.
Une à une les bobines sont visionnées. Il apparaît que Colin McKenzie, passionné de cinéma depuis l'âge de quinze ans, aurait inventé comme par accident, le gros plan, la caméra embarqué, le plan panoramique, et le travelling, mais aussi, à force de recherches aux côtés de son frère aîné qui est ingénieur, des essais de films sonorisés et en couleurs, bien avant ce que les historiens du cinéma racontent. Le grand historien américain Leonard Maltin, ici interviewé, admet que cette découverte risque de totalement bouleverser ce que nous savons des premières années du cinématographe. Aux noms des frères Lumière, de Thomas Edison et de D. W. Griffith, il faut ajouter celui de Colin McKenzie, un véritable pionnier. Le producteur Harvey Weinstein le confirme : il faut faire reconnaître son œuvre.
Mais ce n'est pas tout : parmi les bobines, se trouve être une sorte de reportage qui montre Richard Pearse (en) en train d'essayer son prototype de biplan à moteur et durant un cours instant, on le voit voler : il n'existait aucune preuve que ce prototype ait effectivement volé en Nouvelle-Zélande avant celui des frères Wright le 17 décembre 1903 : or, sur la pellicule, on voit un journal qui indique la date du 9 mars 1903. Stupéfiante découverte !
Peter Jackson convie d'autres professionnels du cinéma néo-zélandais devant la caméra, avec qui il discute du cas McKenzie : l'acteur Sam Neill, l'archiviste John O'Shea, et la dernière femme de McKenzie, la seule personne encore vivante à l'avoir connu. Au fil de l'enquête, sont levés de nombreux mystères.
Peu avant la guerre, il entame avec son frère aîné la production de Salomé, un long-métrage inspiré d'un passage de la Bible : les débuts du tournage sont chaotiques, et bientôt il manque de l'argent. Colin s'emploie à réaliser des courts métrages avec un acteur local comique spécialisé dans le lancer de tarte à la crème. Les films rapportent car ils sont fabriqués sur le principe de la caméra invisible, Colin ayant mis au point une caméra dissimulée dans une valise. Un jour, il filme même le Premier ministre entarté et l'arrivée de la police qui tabasse l'acteur : il produit ainsi sans le vouloir le premier documentaire choc.
Le tournage de Salomé peut reprendre : mais un jour, son frère tombe amoureux de l'actrice principale, May Belle, puis le couple se marie. Comme il était aussi amoureux de May Belle, Colin, dégoûté, abandonne le plateau et disparaît pendant trois ans. Peter Jackson et son équipe finissent par découvrir que Colin a fait bâtir, en pleine jungle, dans le nord du pays, un décor en grandeur nature représentant Jérusalem au temps du roi Hérode. Une équipe d'archéologue se met à la recherche de cette cité perdue.
L'enquête se poursuit. Durant la Première Guerre mondiale, les deux frères sont mobilisés : Colin réalise l'un des rares documentaires sur la bataille de Gallipoli, au cours de laquelle son frère est tué. Colin revient en Nouvelle-Zélande et décide de terminer Salomé en hommage à son frère. Il poursuit ce travail de superproduction durant près de dix ans, rencontrant un producteur local millionnaire spécialisé dans les films bibliques qui se retrouve ruiné en 1929.
Finalement, les services de propagandes de l'Union soviétique entendent parler de lui et commande à Colin une version socialiste, non religieuse, de Salomé. Par ailleurs, il se retrouve harcelé par les créanciers de son ancien producteur ruiné. Colin décide de filmer deux versions, met la pression sur l'équipe, tourne pendant 72 heures d'affilée, tandis que May Belle, qu'il a fini par épouser, attend un enfant de lui. Celle-ci tombe en syncope à la fin du tournage : elle et l'enfant succombent. Colin décide de dissimuler l'ensemble des bobines du film et s'enfuit en Europe. Après un séjour en Algérie, il se retrouve enrôlé dans les forces républicaines espagnoles en guerre face aux franquistes : blessé, il est soigné par Eileen avec qui il se marie. Après 1937, elle cesse d'avoir de ses nouvelles, il a de nouveau disparu.
Pendant ce temps, l'équipe d'archéologues accompagne Peter Jackson à travers la jungle et finit par découvrir les restes de la cité perdue : dans une salle souterraine, ils mettent la main sur l'ensemble des bobines de travail de Salomé.
Un jour, l'équipe du documentaire reçoit un petit film de la part d'archivistes espagnoles ayant entendu parler des recherches de Jackson : sur le film, on assiste à la mort de Colin, tué lors de la bataille de Málaga (1937).
Finalement, Jackson décide de faire monter Salomé et le film est projeté en 1995 devant un public médusé.

## Fiche technique
Sauf indication contraire, les informations mentionnées dans cette section peuvent être confirmées par la base de données cinématographiques IMDb,  présente dans la section « Liens externes ».
- Titre original : Forgotten Silver
- Réalisation et scénario : Peter Jackson et Costa Botes
- Décors : John Girdlestone
- Photographie : Alun Bollinger et Gerry Vasbenter
- Montage : Eric De Beus et Michael Horton
- Musique : Duncan Davidson, David Donaldson, Steve Roche et Janet Roddick
- Production : Sue Rogers
- Sociétés de production : WingNut Films, New Zealand Film Commission et New Zealand On Air
- Sociétés de distribution : Zeitgeist Films (États-Unis), Mondo Films (France)
- Budget : n/a
- Pays d'origine :  Nouvelle-Zélande
- Langue originale : anglais
- Format : couleur
- Genre : faux documentaire
- Durée : 53 minutes
- Dates de sortie[1] : 
  -  Nouvelle-Zélande : 29 octobre 1995 (diffusion TV)
  -  France : 23 février 2000

## Distribution
- Thomas Robins : Colin McKenzie
- Richard Shirtcliffe : Brooke McKenzie
- Beatrice Ashton : Hannah McKenzie
- Peter Corrigan : Stan "the Man"
- Sarah McLeod - May Belle

Dans leur propre rôle
- Jeffrey Thomas (narrateur)
- Peter Jackson
- Johnny Morris
- Costa Botes
- Harvey Weinstein
- Leonard Maltin
- Sam Neill
- John O'Shea
- Marguerite Hurst
- Lindsay Shelton
- Davina Whitehouse (en)

## Accueil et autour du film
Deux jours après sa diffusion sur la chaîne néo-zélandaise TV One en tant que documentaire tout à fait sérieux, Peter Jackson avoue à la presse qu'il s'agissait d'un canular. La nouvelle fera beaucoup de bruits dans le pays : dans un documentaire relatant la genèse du film, Peter Jackson raconte que l'équipe et la chaîne reçurent de nombreuses lettres d'insultes et même quelques menaces de mort. En effet, nombres de journalistes, professionnels et universitaires du cinéma prirent Forgotten Silver au pied de la lettre, certains affirmant même qu'ils connaissaient très bien l'histoire de Colin McKenzie ; la nouvelle du canular ne plut donc pas à tout le monde et fut à l'origine d'une controverse dans le pays,. En réalité l'équipe du film fut elle-même surprise de la réussite totale du canular, tant tous s'attendaient à de nombreuses fuites pendant la production.
Forgotten Silver connaîtra par la suite un certain succès dans les festivals de films à travers le monde.
Colin MacKenzie est joué par l'acteur Thomas Robins qui interprète Déagol, le cousin de Sméagol dans Le Seigneur des anneaux : Le Retour du roi.
May Belle est jouée par l'actrice Sarah McLeod.